# Are You Even Real
Are You Even Real è un singolo del cantautore statunitense Teddy Swims, pubblicato il 10 gennaio 2025 come secondo estratto dal secondo album in studio I've Tried Everything but Therapy (Part 2).

## Descrizione
Il brano ha visto la partecipazione vocale del rapper Giveon

## Video musicale
Il video, diretto da Cameron Dean è stato pubblicato in concomitanza con l'uscita del singolo.

## Tracce
1. Are You Even Real – 2:27